# امانوئل ساکل
امانوئل ساکل (انگلیسی: Emanuel Sakel؛ زادهٔ ۱۰ اوت ۱۹۴۰) سرلشکر بازنشسته نیروهای دفاعی اسرائیل است، که در فاصله سال‌های ۱۹۹۱ تا ۱۹۹۴ به‌عنوان چهارمین فرمانده نیروی زمینی اسرائیل فعالیت می‌کرد.
ساکل فعالیت نظامی را از سال ۱۹۵۸ در تیپ ۱ گولانی آغاز کرد، در خلال جنگ شش‌روزه از ۱۹۶۸ تا ۱۹۷۰ معاون اطلاعات تیپ ۴ کریاتی بود و از ۱۹۷۰ تا ۱۹۷۲ فرماندهی واحد ۸۲ سپاه زرهی اسرائیل را برعهده داشت.
وی در طول جنگ یوم کیپور از ۱۹۷۲ تا ۱۹۷۳ به‌عنوان فرمانده گردان ۵۲ تیپ ۷ زرهی هاتیفا شیوا فعالیت می‌کرد، از ۱۹۷۵ تا ۱۹۷۸ فرمانده تیپ ۴۰۱ ایکفوت هابارزل بود و از ۱۹۸۰ تا ۱۹۸۳ فرماندهی لشکر ۲۵۲ سینا را برعهده داشت. او در فاصله سال‌های ۱۹۹۵ تا ۲۰۰۵ مدیر خط لوله ترانس-اسرائیل بود.